# Die zwei Schakale
Die zwei Schakale ist eine im zweiten Jahrhundert n. Chr. niedergeschriebene Tierfabel, die im Rahmen einer altägyptisch-demotischen Erzählung im Papyrus Die Heimkehr der Göttin geschildert wird. Die Erzählung fußt auf einer älteren Vorlage. Das genaue Abfassungsdatum ist schwer einschätzbar. Einige ältere Sprachformen sowie Inschriften und Papyri verweisen auf Vorlagen, die mindestens in die Zeit des Neuen Reiches (1550 v. Chr. bis 1070 v. Chr.) zurückreichen. Insbesondere der Papyrus Turin 55001 und ein ramessidisches Ostrakon (1290 v. Chr. bis 1070 v. Chr.) sowie zwei Kalksteinblöcke aus Medamud beinhalten auffällige Parallelen.

## Inhalt
Es waren einmal zwei befreundete Schakale, die auf einem Berg saßen und sich über ihre nächsten Tätigkeiten unterhielten: Einer von uns gehe los, der im Namen des Anderen wohltätige Dinge vollbringen möge. Nachdem sich beide über dieses Vorhaben einig waren, aßen und tranken sie zusammen und ließen es sich gut gehen. Eines Tages, als es sehr warm war und sie sich unter einem Baum Abkühlung suchten, sahen sie einen sich auf der Jagd befindlichen Löwen, der wütend auf sie zulief. Die beiden Schakale ergriffen aber nicht die Flucht, sondern warteten in Ruhe auf den Löwen, der bei seiner Ankunft völlig überrascht über die Reaktion der Schakale war und neugierig fragte: „Was hat das zu bedeuten, dass ihr nicht vor mir davonlauft?“

„Die Schakale antworteten: ‚Wir haben dich in deiner Wut gesehen und uns überlegt, dass wir nicht vor dir fliehen sollten. Du würdest uns sowieso erreichen. Besser ist es, wenn du uns frisst, wenn noch alle Kraft in uns ist. Und wir müssten nicht elendig und erschöpft nach der Jagd sterben. Möge das Krokodil, das mich fängt, in seinem Mund einen guten Geschmack von mir haben.‘“

Der Löwe, der die Antwort der Schakale vernommen hatte, antwortete: „Ein großer Herr ist mitleidig, wie wenn man sagt, dass ein bedeutender Mann nicht zürnt wegen der Wahrheit“ und ließ die Schakale in seiner Barmherzigkeit wieder frei.

## Mythologische Verbindungen

### Papyrus Turin 55001
Der aus der Epoche des Neuen Reiches stammende Papyrus Turin 55001 enthält zwei Bildstreifen, in denen Tiere in menschlichen Rollen unter anderem in eindeutigen erotischen Szenen tanzend und musizierend dargestellt werden. Die Ikonografie zeigt deutliche Verbindungen zu jenem Kult, der im Mythos Heimkehr der Göttin beschrieben wird, wo ebenfalls ausschließlich Tiere als Erscheinungsformen der jeweiligen Gottheiten auftreten. Tierfabeln, beispielsweise Die zwei Schakale, sind in eine Rahmenhandlung eingebunden. Vermutungen, dass die Tierfabeln einen „belustigenden Charakter“ besitzen, konnten zwischenzeitlich widerlegt werden. Vielmehr handelt es sich um religiöse Motive, die eng in der altägyptischen Mythologie verwurzelt sind.

### Medamud-Darstellungen
Aus dem Tempelbezirk in Medamud stammen zwei Blöcke einer Kapelle, auf denen, ähnlich dem Papyrus Turin 55001, Tiere in Menschenrollen zu sehen sind. Eine nähere Bearbeitung und eine damit verbundene ausführliche Veröffentlichung blieb bislang aus. Die dortigen Textzeilen „kommentieren“ das Geschehen, das auf den Bildern zu sehen ist. Vermutlich gehörten die Szenen zu einem größeren mythologischen Themenkomplex, der jedoch nicht mehr vollständig erhalten ist. Die ikonografischen Formen entsprechen jenen vom Bildprogramm des Amduats, das unter Thutmosis I. und Hatschepsut verwendet wurde.
Der erzählende Text aus Medamud enthielt eine Handlung, die zumeist in Dialogform geschildert wurde. Die Bildszenen zeigen wohl Inhalte der Fabel Die zwei Schakale: Auf der linken Seite sind zwei Schakale mit einer toten Gans auf einem Tisch zu erkennen; im rechten Teil ein weiterer Schakal und ein stehendes Krokodil. Die zugehörigen Texte liegen nur bruchstückhaft vor: Schakal […], […] Schakal. Er sagte „Ich bin erschöpft“. Der Rückschluss, dass es sich bei den Medamud-Motiven um einen Prototyp der späteren demotischen Fassung handelt, ist sehr wahrscheinlich, zumal der Sprachzustand der Texte in die gleiche Richtung weist.